# 1741 у науці
У 1741 році в науці й техніці відбулися такі важливі події.

## Астрономія
- 29 серпня — Плутон (на той час невідомий) досяг перигелію (найбільшого підходу до Сонця).
- Андерс Цельсій засновує Упсальську астрономічну обсерваторію.
- Пер Вільгельм Варгентін публікує свою першу статтю про супутники Юпітера в Королівському товаристві наук в Упсалі.
- Едмунд Вівер публікує в The British Telescope: майбутні ефемериди небесних рухів.

## Ботаніка
- Йоганн Якоб Діленіус написав Historia muscorum, природну історію нижчих рослин, у тому числі мохів, печіночників, квіткорогофітів, плауновиднів, водоростей, лишайників та грибів.[1][2][3]

## Відкриття
- Травень — Вітус Берінг вирушає з Петропавловська-Камчатського, щоб нанести на карту узбережжя Сибіру та Аляски.
- 15 липня — Олексій Чиріков досягає південного сходу Аляски. Він відправляє кількох чоловіків баркасом на берег, зробивши їх першими європейцями, які відвідали Аляску.

## Медицина
- Ніколас Андрі публікує Orthopédie, даючи назву галузі ортопедія.

## Метрологія
- 25 грудня — Андерс Цельсій пропонує температурну шкалу за Цельсієм.

## Зоологія
- 20 липня — Георг Вільгельм Стеллер, лікар Великої Північної експедиції, стає першим європейським натуралістом, який ступив на землю Аляски (острів Каяк), вперше ідентифікуючи багато видів, серед них сойку Стеллера. На зворотному шляху він знаходить морську корову Стеллера (вимерла в 1768 року).[4]

## Нагороди
- Медаль Коплі — Джон Теофіл Дезаґульє.[5]

## Народились
- 20 січня — Карл Лінней Молодший (помер 1783), шведський натураліст.
- 21 лютого — Алексіс-Марі де Рошон (помер 1817), французький астроном і мандрівник.
- 17 березня — Вільям Візерінг (помер 1799), британський лікар і ботанік.
- 31 березня — Франсуа Кретте-Палюель (помер 1798), французький агроном.
- 17 травня — Бартелемі Фожа де Сен-Фон (помер 1819), французькийгеолог і вулканолог.
- 21 червня — Жан-Еммануель Жілібер (помер 1814), французький політик і ботанік.
- 13 липня — Карл Фрідріх Гінденбург (помер 1808), німецький математик.
- 6 серпня — Джон Вілсон (помер 1793), британський математик.
- 7 вересня — Артур Янґ (помер 1820), британський фермер і агроном.
- 22 вересня — Петер-Симон Паллас (помер 1811), російський зоолог німецького походження.
- 16 жовтня — Анрі-Олександр Тесьє (помер 1837), французький лікар і агроном.
- 18 листопада — Луї Жозеф д'Альбер д'Айї (помер 1792), французький хімік.
- Жан-Клод Фламен д'Асіньї (помер 1827), французький політик і агроном.

## Померли
- 21 лютого — Джетро Талл (нар. 1674), британський агроном.
- 25 серпня — Франсуа де Плантад (нар. 1670), французький астроном.
- 19 грудня — Вітус Берінг (нар. 1681), датський дослідник.
- 14 грудня — Йоганн Амман (нар. 1707), німецький натураліст.